# Alchenstorf
Alchenstorf – gmina (niem. Einwohnergemeinde) w Szwajcarii, w kantonie Berno, w regionie administracyjnym Emmental-Oberaargau, w okręgu Emmental.

## Demografia
W Alchenstorfie mieszkają 584 osoby. W 2020 roku 4,8% populacji gminy stanowiły osoby urodzone poza Szwajcarią.